# フリッツ・シェーア
フリッツ・シェーア（Fritz Schär、1926年3月13日 - 1997年9月29日）は、スイス、ヴァーゲンハウゼン出身の元自転車競技（ロードレース）選手。

## 来歴
1947年
- チューリッヒ選手権・アマチュア 優勝
- スイス選手権
  - アマ・個人追抜 優勝
  - シクロクロス・プロアマオープン 優勝

1948年
- ジロ・ディ・ロンバルディア 3位

1949年
- チューリッヒ選手権 優勝
- ツール・ド・スイス 区間1勝（第8）

1950年
- チューリッヒ選手権 優勝
- ジロ・デ・イタリア 区間1勝（第14）

1951年
- ドイツ・ツアー 総合2位
- チューリッヒ選手権 2位
- ツール・ド・ロマンディ 総合3位

1952年
- ツール・ド・スイス 区間1勝（第2）
- ツール・デ・カトル＝カントン 優勝
- ジロ・デ・イタリア 区間1勝（第19）

1953年
- ツール・ド・スイス 総合2位、区間1勝（第1）
- スイス選手権
  - プロロードレース 優勝
  - ドミフォン 優勝
- ツール・ド・フランス
  -  ポイント賞（初代）
  - 区間2勝（第1、2）

1954年
- ツール・デュ・ノール＝ウエス・ド・ラ・スイス 優勝
- ジロ・デ・イタリア 総合9位
- ツール・ド・フランス 総合3位
- 世界選手権・プロロードレース 2位

1955年
- ツール・ド・スイス 区間1勝（第1）

1956年
- ツール・ド・スイス 区間1勝（第7）